# Keamogetse Sadie Kenosi
Keamogetse Sadie Kenosi est une boxeuse botswanaise née le 17 janvier 1997 à Francistown.

## Carrière
Elle est médaillée d'or dans la catégorie des moins de 57 kg aux Jeux africains de Rabat en 2019, battant en finale la Malienne Marine Fatoumata Camara.
Elle obtient dans cette même catégorie la médaille d'or  aux Championnats d'Afrique de boxe amateur 2022 à Maputo et la médaille de bronze aux Jeux africains de 2023.